# With a Little Help from My Friends (álbum)
With a Little Help from My Friends es el primer álbum de estudio del músico británico Joe Cocker, publicado por la compañía discográfica A&M Records en abril de 1969. Fue certificado disco de oro en los Estados Unidos y alcanzó el puesto 35 en la lista Billboard 200.
El tema que da título al álbum fue escrito por John Lennon y Paul McCartney y originalmente grabada por The Beatles en el álbum Sgt. Pepper's Lonely Hearts Club Band. La versión de Cocker fue la canción de cabecera de la serie de televisión The Wonder Years entre los años 80 y los 90.

## Recepción
With a Little Help from My Friends obtuvo una buena reseña de Rolling Stone, escrita por John Mendelsohn. Mendelsohn comentó que «Cocker ha asimilado la influencia de Ray Charles hasta el punto de que su idea de que lo que está cantando no puede ser cuestionada. Y en respuesta a la pregunta de por qué alguien debería escuchar a Cocker cuando puedes escuchar a Charles: ¿cuántas veces en los últimos años se ha aplicado el segundo a este tipo de material moderno o a un Dylan contemporáneo?». Mendelsohn concluyó diciendo que «es un triunfo por todos los lados. Y la idea de un próximo álbum de Cocker es una excepcionalmente agradable».

## Lista de canciones
Cara A
1. "Feeling Alright" (Dave Mason) – 4:10
2. "Bye Bye Blackbird" (Ray Henderson, Mort Dixon) – 3:27
3. "Change in Louise" (Joe Cocker, Chris Stainton) – 3:22
4. "Marjorine" (Joe Cocker, Chris Stainton) – 2:38
5. "Just Like a Woman" (Bob Dylan) – 5:17

Cara B
1. "Do I Still Figure in Your Life?" (Pete Dello) – 3:59
2. "Sandpaper Cadillac" (Joe Cocker, Chris Stainton) – 3:16
3. "Don't Let Me Be Misunderstood" (Gloria Caldwell, Sol Marcus, Bennie Benjamin) – 4:41
4. "With a Little Help from My Friends" (John Lennon, Paul McCartney) – 5:11
5. "I Shall Be Released" (Bob Dylan) – 4:35

Temas extra (reedición de 1999)
1. "The New Age of Lily"  (Joe Cocker, Chris Stainton) – 2:15
2. "Something's Coming On"  (Joe Cocker, Chris Stainton) – 2:15

## Personal
| - Joe Cocker: voz - David Cohen: guitarra (temas 1) - Tony Visconti: guitarra (temas 2) - Jimmy Page: guitarra (temas 2, 4, 5, 7 & 9) - Henry McCullough: guitarra (temas 3, 6, 8 & 10) - Albert Lee: guitarra (temas 4) - Chris Stainton: piano (temas 2, 3, 4 & 7), órgano (temas 2 & 7) y bajo (temas 2, 3, 4, 5, 6, 7, 9 & 10) - Tommy Eyre: piano (temas 5), órgano (temas 8 & 9) - Artie Butler: piano (temas 1) - Matthew Fisher: órgano (temas 5) - Steve Winwood: órgano (temas 6 & 10) - Carol Kaye: bajo (temas 1) | - Paul Humphrey: batería (temas 1) - Clem Cattini: batería (temas 2, 4 & 7) - Mike Kellie: batería (temas 3, 6 & 10) - B.J. Wilson: batería (temas 5 & 9) - Kenny: batería (temas 8) - Laudir: maracas (temas 1) - Brenda Holloway: coros (temas 1) - Patrice Holloway: coros (temas 1) - Merry Clayton: coros (temas 1) - Madeline Bell: coros (temas 2, 6 & 9) - Rosetta Hightower: coros (temas 2 & 9) - Sue Wheetman: coros (temas 3, 6, 9 & 10) - Sunny Wheetman: coros (temas 3, 6, 9 & 10) |